# Sinéad Cusack
Sinéad Moira Cusack (18 de Fevereiro de 1948) é uma atriz irlandesa de teatro, televisão e cinema. Ela recebeu duas indicações ao Tony Award: uma vez como Melhor Atriz Principal em Much Ado About Nothing (1985), e novamente por Melhor Atriz em Rock 'n' Roll (2008)

## Vida Pessoal
Cusack nasceu como Jane Moira Cusack em Dalkey, Condado de Dublin, filha de Mary Margaret "Maureen" Kiely e Cyril James Cusack, ambos atores irlandeses. Ela é irmã das atrizes Sorcha Cusack, Niamh Cusack e meia-irmã de Catherine Cusack. Seu pai nasceu na África do Sul, de um pai irlandês e uma mãe inglesa e  e tinha trabalhado com Micheál Mac Liammóir no Gate Theatre, em Dublin.